# 司戴德
司戴德（英語：Willard Dickerman Straight，1880年1月31日—1918年12月1日），美国投资银行家、出版人、记者、美國陆军退役少校，外交官，曾在大清皇家海关总税务司担任赫德的秘书，后任美国驻沈阳总领事。

## 外部連結
- 在Find a Grave上的司戴德